# Bandera de la Confederación Perú-Boliviana
La bandera de la Confederación Perú-Boliviana se conformaba de un fondo rojo o punzó encarnado sobre el cual se mostraba los escudos de las Repúblicas conformantes rodeados de una corona cívica. 
De izquierda a derecha los escudos eran: el de la República de Bolivia, el del Estado Sud-Peruano y el del Estado Nor-Peruano (el mismo de la anterior República del Perú).

La bandera de la Confederación será de color punzó por ser común a las tres repúblicas. En su centro se verán las armas de la Confederación, que son las de las tres repúblicas entrelazadas por un laurel; el diseño lo dará el Protector
Ley Fundamental de la Confederación Perú-Boliviana, artículo 37

## Historia

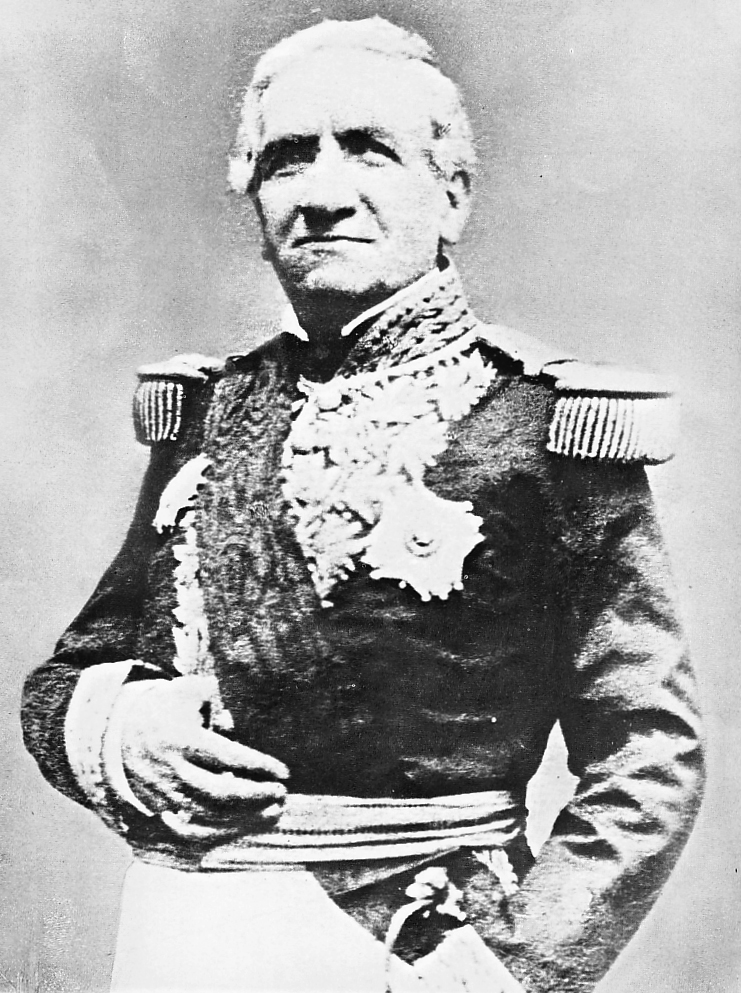
Andrés de Santa Cruz, diseñador de la bandera confederada.

Entre 1835 y 1836, el mariscal Andrés de Santa Cruz, presidente de Bolivia, procedió a organizar la Confederación peruano boliviana. A fin de recibir facultades legales que le posibilitaran tal labor, instigó a que se reunieran dos asambleas representativas en el Perú, por cada una de las grandes divisiones que impuso en dicha nación: el Sur y el Norte peruanos; otra asamblea o congreso se reuniría en Bolivia para igual fin.
La asamblea de los departamentos del sur del Perú (Cuzco, Arequipa, Ayacucho y Puno), reunida en Sicuani, creó el Estado Sud-Peruano y designó como su Supremo Protector a Santa Cruz (marzo de 1836). Unos meses después se reunió la asamblea de los departamentos del norte (Amazonas, Lima, La Libertad y Junín) en Huaura (agosto de 1836), que acordó la creación del Estado Nor-Peruano, otorgando igualmente el poder político a Santa Cruz como Supremo Protector. De otro lado, en Bolivia se reunió en junio un Congreso Extraordinario (Congreso de Tapacarí) que dio autorización a Santa Cruz para llevar adelante el proyecto de la Confederación.
El 16 de agosto de 1836 Santa Cruz tomó posesión del mando supremo en Lima, en su calidad de Supremo Protector del Estado Nor-Peruano, como ya lo era del Sud Peruano; conservaba asimismo la presidencia de Bolivia. Provisto de todos los elementos legales que le otorgaron las asambleas de las tres repúblicas, procedió a establecer, por decretó del 28 de octubre de 1836, la Confederación Perú-Boliviana, integrada por los tres estados:
- El Estado Nor Peruano
- El Estado Sur Peruano
- El Estado Boliviano

El 1 de mayo de 1837, se lleva a cabo el Congreso de Tacna, en el cual se promulga, la Ley fundamental de la Confederación Perú-Boliviana, en dicha ley queda definida que el diseño de la Bandera de la Confederación la daría el Protector.

## Diseño

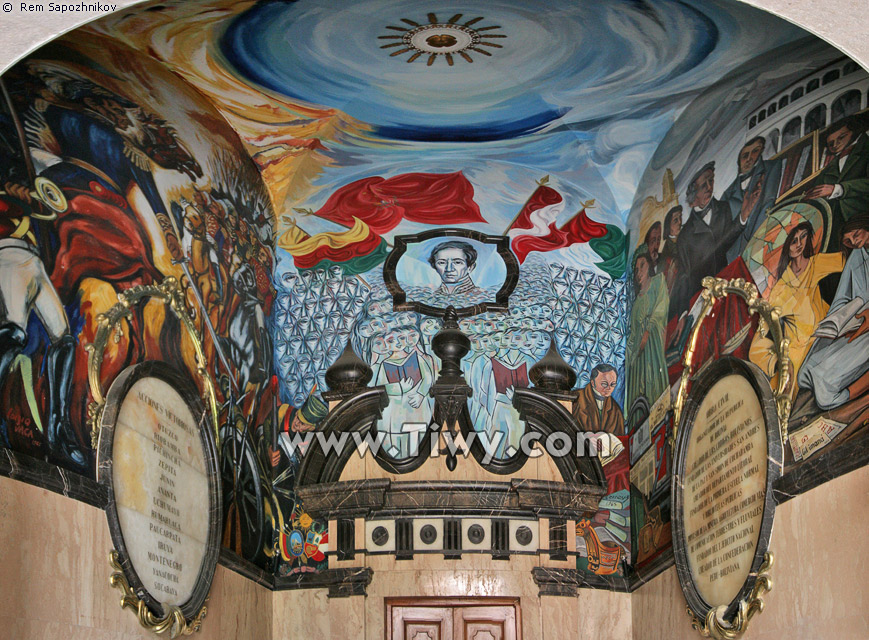
La Bandera de la Confederación y las banderas de Nor y Sur Peru y de Bolivia junto con la imagen del Mariscal dentro del Mausoleo

En la Ley Fundamental de la Confederación Perú-Boliviana o Pacto de Tacna, quedó definida la Bandera de la Confederación, que sería de color punzó (rojo), por ser el color común a las tres repúblicas. En su centro llevaría las armas de los tres Estados que conforman la Confederación, que sería las de las tres Repúblicas entrelazadas por un laurel. El diseño se dejó a la voluntad del Protector.

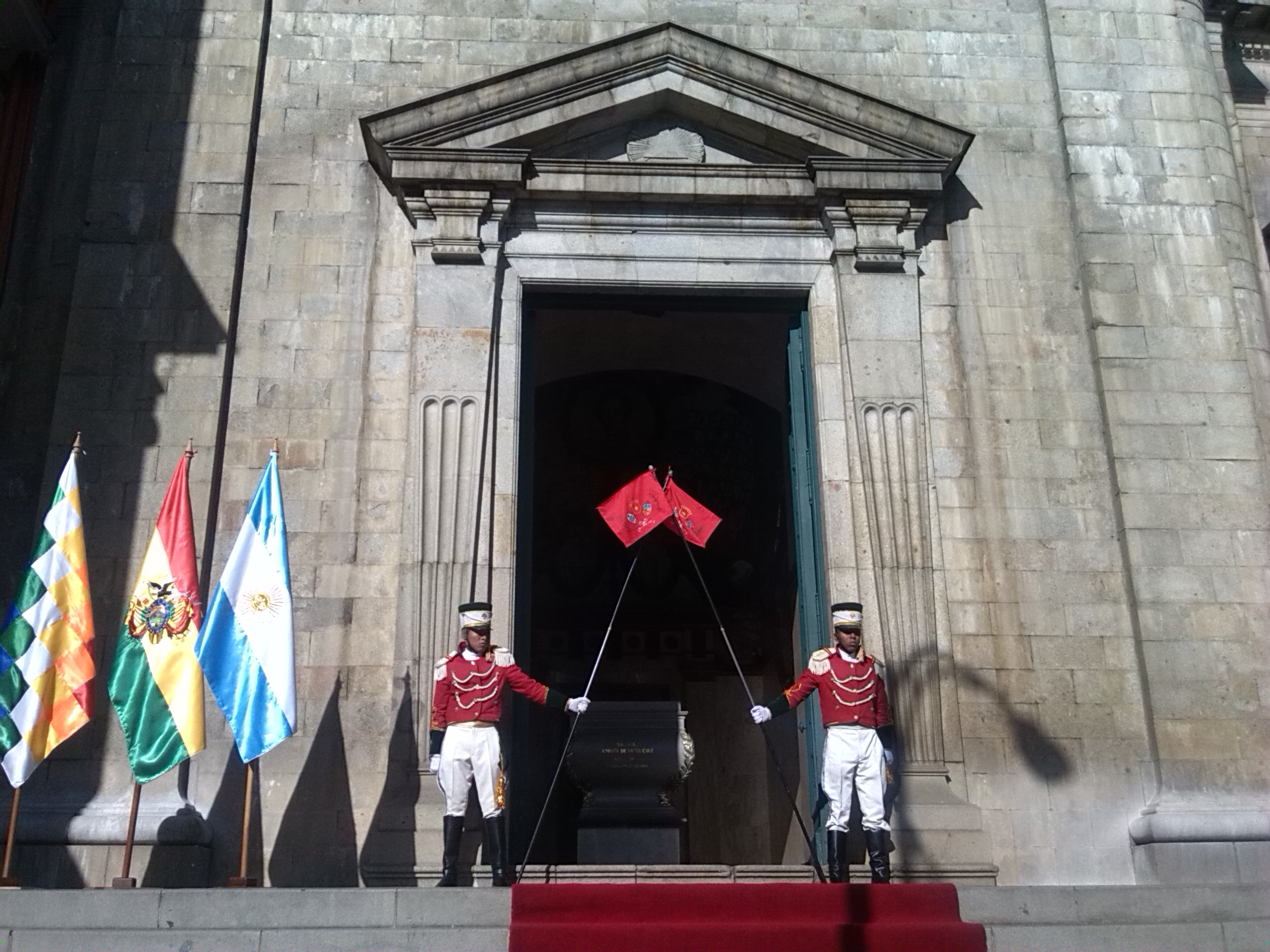
Vista de la Catedral Metropolitana ubicada en pleno centro histórico de la ciudad de La Paz que actualmente alberga la tumba donde descansan los restos mortales del Gran Mariscal de Zepita Andrés de Santa Cruz y Calahumana, los cuales fueron repatriados desde Francia hasta Bolivia (después de 100 años de su muerte ocurrida en 1865), siendo en la actualidad celosamente custodiado y vigilado todos los días por una "Guardia de Honor" desde 1965, compuesta por soldados del Ejército de Bolivia que al igual que el Gobierno de Bolivia también le rinden el respectivo reconocimiento y homenaje oficial, portando la bandera de la Confederación Perú-Boliviana.

La Bandera Confederada llevaba en su centro un Escudo de Armas conformado por los escudos de los tres miembros de la Confederación:

Escudo de la Confederación Perú-Boliviana

## Otras banderas
En 1836, con la disolución efímera de la República Peruana, se formaron dos nuevos Estados (el Estado Sud-Peruano y el Estado Nor-Peruano) para formar con la República de Bolivia un Estado confederado.
El Estado Sud-Peruano fue el primero en formarse de los dos, por lo que adoptó una nueva bandera. El Estado Nor Peruano, en cambio, conservó todos los símbolos de la República Peruana, incluyendo la bandera. Luego de la disolución de la confederación, se restableció la República Peruana conforme se hallaba al momento de su disolución, incluyendo sus símbolos.

Bandera del Estado Nor-Peruano
Bandera del Estado Sud-Peruano
Bandera del Estado Boliviano